# My Four Years in Germany
My Four Years in Germany è un film muto del 1918 diretto da William Nigh. Racconta in forma semi documentaristica delle esperienze di James Gerard, ambasciatore degli Stati Uniti in Germania.

## Trama
Le truppe tedesche invadono il Belgio. Mentre la prima guerra mondiale avanza, l'ambasciatore degli Stati Uniti in Germania, James W. Gerard, è testimone di molti esempi di sotterfugi e crudeltà tedeschi, sebbene difenda con successo la filosofia degli alleati nelle discussioni con il Kaiser Guglielmo II. Alla fine, gli Stati Uniti si uniscono agli Alleati nella loro lotta per difendere la causa della libertà

## Produzione
Il film fu prodotto dalla My Four Years in Germany Inc. Le scene di battaglia vennero girate a Camp Upton, Long Island

## Distribuzione
Distribuito dalla First National Exhibitors' Circuit, il film uscì nelle sale cinematografiche statunitensi il 10 marzo 1918.